# Yahşi Cazibe
Yahşi Cazibe es una serie de comedia turca protagonizada por Aslıhan Gürbüz y Hakan Yılmaz, producida por Süreç Film y transmitida por ATV entre 2010 y 2012. 
La palabra "Yahşi" viene del azerbaiyano y significa hermoso, bueno, agradable. (en turco: güzel, iyi). "Cazibe" significa seducción, encanto. 

## Sinopsis
Cazibe Abbasova (Aslıhan Gürbüz), una inmigrante azerbaiyana, decide casarse con un ciudadano turco para obtener un permiso de trabajo en Turquía. A través de Gül Hanım, que media este tipo de trabajos de forma clandestina, llega a Kemal (Hakan Yılmaz), que trabaja en una empresa importadora y lleva un tiempo atravesando dificultades económicas. Él acepta el matrimonio solo porque recibirá mucho dinero, sin siquiera ver a la persona con la que se casará hasta el día de la boda, por lo que conoce a Cazibe en el salón de bodas. Pero debido a que sus personalidades son totalmente diferentes, comienzan a pelear desde el primer minuto.  
Para que el plan resulte, deben soportar estar casados durante tres años y no divorciarse bajo ninguna circunstancia, y tienen que convencer a los auditores de que estos tres años son un matrimonio real. Cazibe y Kemal tendrán que lidiar con Peker Pekmez (Peker Açıkalın), un psicópata comisionado de extranjería que tiene la tarea de seguir a esta pareja y preparar un informe, y con Simge (Hande Katipoğlu Seyhun), novia de Kemal, quien no está enterada del falso matrimonio y cree que Cazibe es solo una ama de llaves contratada por Kemal.

## Elenco

### Principales
| Actor/Actriz           | Personaje       |
| ---------------------- | --------------- |
| Aslıhan Gürbüz         | Cazibe Abbasova |
| Hakan Yılmaz           | Kemal Kükreyen  |
| Gökçe Özyol            | Barış           |
| Hande Katipoğlu Seyhun | Simge           |
| Sinan Çalışkanoğlu     | Ejder Taşkın    |
| Ege Kökenli            | Itır Kükreyen   |

## Temporadas
| Temporada | Temporada | Episodios | Rango de episodios | Emisión original        | Emisión original    |
| Temporada | Temporada | Episodios | Rango de episodios | Inicio                  | Final               |
| --------- | --------- | --------- | ------------------ | ----------------------- | ------------------- |
|           | 1         | 51        | 1 - 51             | 16 de julio de 2010     | 25 de junio de 2011 |
|           | 2         | 42        | 52 - 93            | 3 de septiembre de 2011 | 16 de junio de 2012 |

## Premios y nominaciones
| Año  | Premios               | Categoría               | Nominado       | Resultado |
| ---- | --------------------- | ----------------------- | -------------- | --------- |
| 2011 | Premios Altın Kelebek | Mejor actriz de comedia | Aslıhan Gürbüz | Ganadora  |